# 孟舒
孟 舒（もう じょ、生没年不詳）は、古代中国の漢の官吏である。趙国の郎中（? - 前198年）、雲中郡守（前198年から十数年間、前180年頃 - ?）。

## 事績
漢の高祖劉邦が領土を割いて作った諸国のうちに趙国があり、孟舒は趙王張敖の臣下であった。趙の重臣貫高らは、高祖8年（紀元前199年）の冬に劉邦を暗殺しようと企てたが、失敗し、翌年にそれが露見した。王も罪に問われて護送された。そのとき高祖は、趙王に随行する者がいれば三族まで罪にすると詔した。しかし、郎中の田叔と孟舒ら十余人は、自ら頭を剃り、奴隷用の赤い服を着て、首かせをはめ、王家の奴と称して付き従った。
後に趙王が謀反に関与してしなかったことが判明し、張敖は王から宣平侯に落とされることになった。張敖は随行した者たちを皇帝に推挙した。劉邦は田叔・孟舒らと会って話し、漢の廷臣で彼らの右に出るものはいないとして、みな郡守か諸侯の相に任命した。後述の田叔の説明から、おそらくこのとき孟舒は雲中郡の郡守になったと考えられる。
文帝は、即位してから（紀元前180年頃）、田叔の才能を見込んで「長者」を推薦するよう求めた。田叔は「元の雲中守孟舒が長者です」と言った。文帝は、「先帝が孟舒を雲中において10年余りだったが、匈奴がいつも侵入した。孟舒は堅く守ることができず、士卒数百人が無駄に戦死した。長者は人を殺すものか」と言った。田叔は叩頭して「貫高らが謀反したとき、天子は、趙の人があえて張王に随行すれば三族を罪するという詔を下しました。しかるに孟舒は自ら頭を剃り首かせをはめて張王に随行し、死ぬつもりでいました。雲中守になろうと知っていたでしょうか。漢と楚が対立し、士卒が疲弊して、匈奴の冒頓が新たに北の夷を征服し辺境を荒らしました。孟舒は士卒が疲弊していることを知っており、言い出すことができなかったのに、士は争って城に臨み、子が父のため、弟が兄のためにするように敵と戦い、死者が数百人になりました。孟舒が戦いに駆り立てたわけではありません」。文帝は孟舒を賢いと認め、ふたたび召して雲中守とした。